# Riviera Maya
La Riviera Maya és una zona turística de Mèxic, situada en la costa del mar Carib, a l'estat de Quintana Roo. Geogràficament s'estén al llarg del litoral, des de la localitat de Puerto Morelos al nord, fins a la localitat de Punta Allen al sud, uns 210 km de longitud. Es localitza en la part oriental de la península de Yucatán.

Mapa de la Riviera Maya. De nord a sud: Puerto Morelos, Tres Ríos, Playa del Carmen, Xcaret, Paamul, Puerto Aventuras, Xpu Há, Akumal, Xel-Há, Bahía de Punta Soliman, Tankah, Tulum, Boca Paila, Punta Allen.

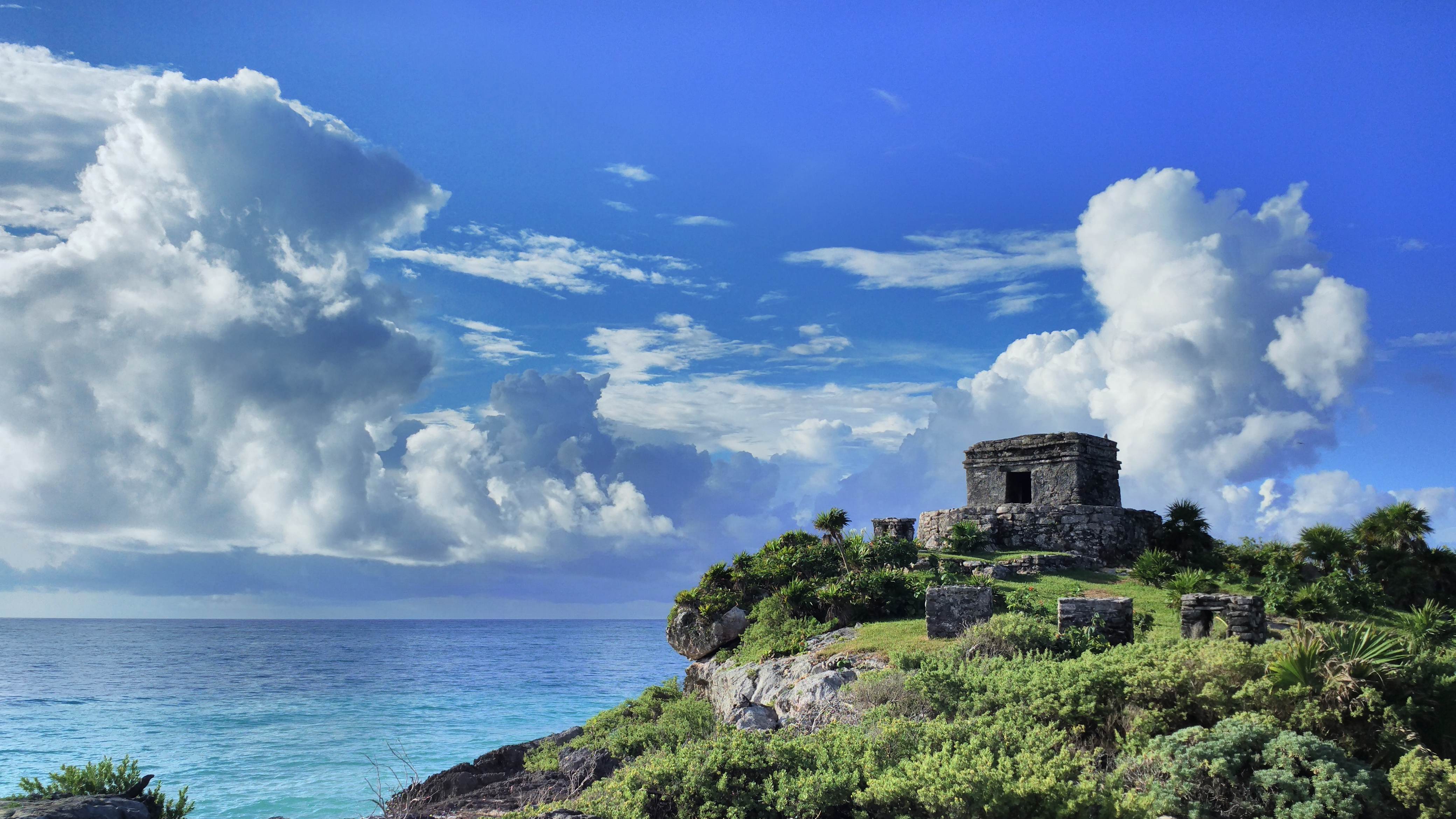
Tulum, Riviera Maya, Mèxic

Es considera que La Riviera Maya inicia a poblat de Puerto Morelos, que se situa a 35 quilòmetres al sud de Cancun, i s'estén fins a Punta Allen en Felipe Carrillo Puerto, en el profund de la reserva de la biosfera de Sian Ka'an. S'estima que compta amb al voltant de 405 hotels de classe internacional, cinc estrelles i altres categories, que ofereixen almenys 43.500 habitacions. La major part són complexos amb sistema "Tot Inclòs".

## Història
Com el seu nom afirma, la Riviera Maya va ser habitada originalment pel poble maia des del 200 a. C. Si bé les ciutats que van florir en la zona no es comparaven a Tikal, Calakmul o Chichen Itza quant a infraestructura, encara continuaven tenint construccions en la qual es van emprar bases matemàtiques i alt nivell de precisió, arts i enginyeria, sent bons representants de la cultura. Es poden trobar diversos museus dedicats al passat de la Rivera Maya, destacant el lloc arqueològic de Tulum i el lloc arqueològic de Xcaret. A més, se sap que Cozumel era un lloc de pelegrinatge entre els nadius.
La influència de la Cultura Maia es fa evident en gairebé tots els noms topogràfics de la zona.

## Geografia
El relleu al llarg de la costa és pla (amb l'excepció del jaciment arqueològic de Tulum) i cobert o amb un bosc semitropical sec (selva tropòfila), o manglar baix. El litoral ofereix magnífiques gammes de sorra entrecreuades per roques coralines. L'aigua de la mar del Carib és transparent i turquesa, i es poden veure peixos de tots els colors. La regió està formada geològicament per un immens altiplà calcària. Aquesta roca, té la particularitat de ser permeable, nombroses xarxes de grutes i galeries subterrànies es van crear amb el pas del temps. Pel fet que la capa freàtica era bastant elevada, les grutes es van omplir amb aigua per a formar el que es diu a Mèxic "cenotes". Alguns són accessibles al públic per a nedar, bussejar o espeleobussejar.

## Denominació
Amb la creació del Municipi de Solidaritat en 1993, l'activitat turística en el nou municipi va cobrar auge amb l'arribada de noves inversions a la zona, especialment el complex Playacar i hotels com el Robinson Tulum, que van venir a donar un nou impuls a l'activitat.
En aquell moment, la zona era coneguda com a "Corredor Turístico Cancun-Tulum", un nom molt llarg, imprecís, difícil de traduir a altres idiomes i que no recollia adequadament el caràcter i ambient del destí.
Cap a fins de 1996, els empresaris integrats en l'Asociación de Hoteles y Condominios de Playa del Carmen A.C. an contractar els serveis del mercadólogo Servando Encunya, qui després de realitzar una extensa anàlisi de la zona, les seves característiques i prenent en consideració altres destins del Carib, va realitzar una anàlisi de grups focals entre turistes de múltiples nacionalitats i aquest va resultar el més acceptat, atès que evocava exclusivitat i glamur (Ribera) i estava situada en una de les zones més representatives de la Cultura Maia.
Cal esmentar que una de les preguntes clau fetes als turistes va ser: "Per què va venir a aquesta zona del Carib i no va visitar les illes?" El resultat va ser que, la motivació principal per a venir a aquesta zona era la presència de la cultura maia viva, present en la gent, el menjar, les tradicions i els costums dels vilatans.
Una vegada acordat el nou nom, va ser proposat a l'aprovació del govern de l'estat de Quintana Roo, en aquest llavors encapçalat per Mario Villanueva Madrid, qui el va oficialitzar en una cerimònia celebrada en Parc Xcaret, davant la presència d'autoritats municipals, el mes de novembre de 1997.
Com a record d'aquest fet es va elaborar una escultura amb les petjades de les mans i dits de les persones que en aquest moment van participar en la creació del nou producte turístic que s'estava llançant. Aquesta escultura era un buidatge en bronze, que assemblava el tronc d'una ceiba, mateixa que era exhibida a l'entrada del Parc Xel Ha.
Posterior a l'adopció del nou nom, l'Asociación de Hoteles de Playa del Carmen A.C. va canviar el nom pel d'"Asociación de Hoteles de la Ribera Maya, A.C." Amb la creació de l'Impost a l'Hostalatge, (IAH) es va integrar el Fideïcomís per a la Promoció Turística de la Ribera Maia, òrgan integrat pel sector privat, el govern estatal, federal i municipal, la missió del qual era dirigir el posicionament a nivell mundial del nou destí.
El nou nom va venir acompanyat del lema "Descobreix el nostre Carib Mil·lenari". Va ser adoptat immediatament pels empresaris turístics a nivell mundial. La zona va veure un creixement exponencial en els següents anys, amb l'aparició de nous hotels i atractius turístics.

## Clima
| Mes                             | Anual | Gen  | Feb  | Mar  | Abr  | Mai  | Jun   | Jul  | Ago  | Set   | Oct   | Nov  | Des  |
| ------------------------------- | ----- | ---- | ---- | ---- | ---- | ---- | ----- | ---- | ---- | ----- | ----- | ---- | ---- |
| Temperatura màxima mitjana (°C) | 29,5  | 26,5 | 27,1 | 27,8 | 29,5 | 30,6 | 31,1  | 31,8 | 32,1 | 31,8  | 30,2  | 28,4 | 27,5 |
| Temperatura mínima mitjana (°C) | 24,6  | 22,5 | 22,8 | 23,2 | 24,4 | 25,3 | 25,8  | 26,3 | 26,4 | 26,3  | 25,2  | 23,7 | 23,5 |
| Pluges (mm)                     | 852   | 52,3 | 41,2 | 36,4 | 18,6 | 68,2 | 110,5 | 43,4 | 85,6 | 113,1 | 135,3 | 82,8 | 64,6 |
| Font: eltiempo7.com             |       |      |      |      |      |      |       |      |      |       |       |      |      |

## Punts d'interès

### Puerto Morelos
És la localitat més septentrional de la denominada Riviera Maya. està situat 16 km al sud del Aeroport Internacional de Cancun i 32 quilòmetres al sud de la ciutat de Cancun.
Com molts altres pobles i ciutats costaners, Port Morelos va néixer com a centre de l'activitat dels pescadors locals. Sense enlairar-se dels seus orígens, avui es posiciona entre els clàssics destins de la Riviera Maya com una opció més que interessant.A diferència de Cancun i Playa del Carmen, aquí es gaudeix d'una atmosfera relaxada i molta tranquil·litat enmig de platges boniques que garanteixen passar dies inoblidables al costat de la mar.
La població costanera compta amb una oferta variada d'hotels i restaurants amb preus econòmics i de baixa densitat. Al nord i sud del poblat es disposa de poc més de cinc mil habitacions en hotels tipus grand resort.
Enfront de la costa de Puert0 Morelos es troba el parc nacional Arrecife de Puerto Morelos, àrea natural protegida i la seva barrera d'esculls succinta es troba a molt curta distància de les platges. Pel baix onatge, el lloc és idoni per a la pràctica de windsurf, immersió lleugera i busseig.

### Playa del Carmen
Es la ciutat més gran i cosmopolita de la Riviera Maya, la ciutat es troba en constant creixement poblacional.
Ofereix al visitant hotels de diverses categories, botigues, argenteries, restaurants de menjar internacional, diversió, antres, discos al llarg de la seva Quinta Avenida d'aproximadament 4 quilòmetres que és per als vianants, i platges. A més aquesta compta amb la seva zona hotelera denominada Playacar, que un inici era on es trobaven els hotels de major categoria, zones comercials, zones residencials, aviari i camp de golf, des d'aquí es pot viatjar a l'illa de Cozumel, abordant els famosos ferris.

### Puerto Aventuras
Exclusiu desenvolupament turístic i residencial amb un alt nivell de privacitat i una atmosfera nàutica càlida i hospitalària. A més de ser la marina més completa de la península de Yucatán, també compta amb platges i un camp de golf de 9 clots. Existeix un projecte d'ampliació a 18 per a l'any 2010. Dins del mateix desenvolupament trobem hotels, club de golf i tennis, club de platja, escola, zona comercial amb museu, botigues, restaurants i bars.

### Akumal
És una destinació turística de baixa densitat hotelera i residencial. Té La llacuna de Yalkú es troba al nord de la població i és una opció per a la pràctica del esnórquel, així com els esculls pròxims a la platja. Al nord-oest existeixen diversos cenotes per a la pràctica de busseig o natació.
En la població existeix un petit museu creat pel CEA (Centre Ecològic d'Akumal). Al sud a 4 km de distància es troba Aktun Chen, una cova amb tres galeries que presenten formacions d'estalactites i estalagmites i un cenote a l'interior.

### Tulum
Zona arqueològica d'imponent bellesa a la vora de la mar Carib, banyat per les seves aigües blava turquesa. Va ser un antic port comercial i ciutat maia emmurallada. La població compta amb una bona i variada oferta hotelera, així com restaurants.
A l'oest es troben diversos cenotes i les ruïnes de Cobá se situen aproximadament a 40 km de distància.

### Coba
És un jaciment arqueològic de la cultura maia precolombina, localitzat al sud-est de Mèxic, en el territori que avui ocupa l'estat de Quintana Rosego, uns noranta quilòmetres a l'est de Chichen Itza i uns quaranta al nord-oest de Tulum.
Altres autors investigadors de l'Institut Nacional d'Antropologia i Història, no obstant això, ofereixen traduccions una mica diferents al terme Cobá, entre les quals poden esmentar-se ‘aigua de les chachalacas’, perquè cob és el nom d'aquest ocell de la regió; ‘dent de tuza’, també del maia coh ‘dent’ i bah ‘tuza’; o ‘aigua abundant’ de cob ‘abundància’ i ‘ha’ aigua.

### Reserva de la Biosfera Sian Ka'an
La Reserva de la Biosfera Sian Ka'an (iucatec: Porta del cel, Lloc on neix el cel) és un espai natural protegit que es localitza en la costa del Carib de l'estat de Quintana Roo (Mèxic). Va ser declarada Patrimoni de la Humanitat per la Unesco l'any 1987.
Aquí s'arriba al destí més austral, que és Punta Allen i la població de Javier Rojo Gómez.